# École nationale supérieure vétérinaire
L’École nationale supérieure vétérinaire d'Alger ENSV d’Alger (arabe : المدرسة الوطنية العليا للبيطرة) est un établissement public d’enseignement supérieur algérien fondée en 1970, par décret présidentiel no 65-69 du 11 mars 1965. Elle est située à El Alia - Oued Smar  à 14 km à l’est d’Alger.

## Conditions d’admission
L’admission à l'école est possible pour les Algériens bacheliers des séries : 
- mathématique technique
- sciences expérimentales ;
- mathématiques.

La pré-inscription demande une moyenne générale au bac supérieure ou égale à 14/20. 

Le classement se fera sur la base de la moyenne général 
Pour les bacheliers étrangers, l’admission est en fonction de la coopération entre le pays d’origine et l’Algérie.

## Le cursus
L’enseignement est en langue française et la formation a une durée de six années divisée en deux cycles (à partir de l'année 2022/2023) :

### Cycle pré-clinique
C'est un cycle préparatoire pour l'entrée en cycle clinique. Durant les trois premières années du cursus, les étudiants reçoivent des cours de sciences fondamentales. La pré-clinique est à la fois théorique et pratique.
| 1re année | 2e année | 3e année |
| - Histologie I - Embryologie - Cytologie - Génétique - Biochimie - Biophysique - Biostatistique - Chimie - Anglais - Français - Informatique | - Histologie II - Anatomie I - Physiologie I - Microbiologie I - Zootechnie I - Alimentation - Zoologie - Informatique - Anglais - Français | - Anatomie pathologique générale - Anatomie II Angiologie Neuroanatomie - Physiologie II - Microbiologie II - Zootechnie II - Parasitologie I - Pharmacologie - Sémiologie - Physiopathologie |

### Cycle clinique
C'est pendant les deux dernières années que les étudiants commencent à faire le diagnostic, donner des traitements et prévenir des pathologies infectieuses, métaboliques et chirurgicales des animaux de production (volailles, bovins, ovins et caprins) et de compagnie (carnivores et équidés).
| 4e année | 5e année |
| - Anatomie pathologique spéciale - Pathologie des Carnivores - Biochimie Médicale - Pathologie des Ruminants I - Hygiène et Industrie des Denrées Alimentaires d’Origine Animale I - Chirurgie Générale - Pathologie Infectieuse I - Pathologie de la Reproduction I - Parasitologie II - Méthodologie - Module Clinique | - Chirurgie Spéciale - Pathologie de la Reproduction II - Toxicologie - Aviculture & pathologies aviaires - Pathologie des Équidés - Hygiène et Industrie des Denrées Alimentaires d’Origine Animale II - Pathologie des Ruminants II - Législation - Pathologie Infectieuse II - Méthodologie - Module Clinique |

## La consultation
Elle est ouverte au large public du dimanche au jeudi, de 8h30 à 11h30 et sans rendez-vous. Elle est sous deux formes :
1 Au sein de l'école
- consultations de médecine et de chirurgie des animaux de compagnie (gratuite).
- vaccinations.
- analyses biochimiques (gratuit).
- diagnostics de parasitologie et de microbiologie (gratuit).
- autopsies et analyses d’histopathologies (gratuit).

2 Chez le propriétaire
Sous forme de sorties pédagogiques, surtout pour les élevages bovins, ovins et équins.

## Manifestations scientifiques
Journées des Sciences Vétérinaires pour une mise au point sur les nouvelles acquisitions scientifiques, des thèmes sont choisis étroitement aux préoccupations majeures de l’Algérie.
- 1re JSV; 25 novembre 2004 : Gestion péri-partum des élevages des animaux domestiques.
- 2e JSV; 22 mars 2005 : Zoonoses parasitaires en Algérie.
- 3èmes JSV; 10 & 11 décembre 2005 : Élevages et pathologies avicole et cunicole.
- 4èmes JSV; 26 et 27 avril 2006 : Hygiène et sécurité des aliments.
- 5èmes JSV; 21 et 22 avril 2007 : Alimentation et reproduction des ruminants. Aspects sanitaires et zootechniques.
- 6èmes JSV; 19 et 20 avril 2008 : Le médicament vétérinaire : Nouvelles approches thérapeutiques et impact sur la santé publique.
- 7èmes JSV; 18 et 19 avril 2009 : Les maladies infectieuses des bovins.
- 8èmes JSV; avril 2010 : La filière lait en Algérie : Un défi à relever.

## Bibliothèque
L'école dispose :
- d'une bibliothèque composé de 14 000 ouvrages entre livres, mémoires, thèses, périodiques et CD-ROM ;
- de deux salles informatique avec 60 ordinateurs connectés au réseau Internet (ADSL).